# Seznam ekoloških vsebin
Seznam ekoloških vsebin

## A
- abioseston -
- abiotski dejavnik -
- abisal -
- abisalno območje -
- acidofilna vrsta -
- acidofiti -
- acidofobna vrsta -
- adaptacija -
- aerobionit -
- aerobni organizem -
- aerobno dihanje -
- afotično območje -
- Agenda 21 -
- agrocenoza -
- agroekologija -
- agroekosistem -
- agronomija -
- agrotehnika -
- aklimatizacija -
- akroterma -
- albedo -
- alelopatija -
- algna biomasa -
- allejevo pravilo -
- Allenovo pravilo -
- alohorija -
- alohotna materija -  organske in anorganske snovi, ki nastanejo v ekosistemih do kterih sončna svetloba ne prodre (npr.jama). Zaradi tega v teh ekosistemih ne pride do fotosinteze zato tam tudi ni zelenih rastlin. Z dotoki organskih snovi iz sosednjih ekosistemov lahko ti heterotrofi preživijo.
- alohtona vrsta -
- alopatrična speciacija -
- alotrofizacija -
- amenzalizem -
- amfifit -
- amonijak -
- amonofikacija -
- anabioza -
- anabolizem -
- anaerob -
- anaerobno dihanje -
- anemohorija -
- antibioza -
- antropogeni dejavnik -
- antropohorija -
- antropopresija -
- antroposfera - območje zemeljske oble (biosfere), na katerem živi človek
- Aralsko jezero -
- areal -
- asimilacija -
- asociacija -
- astatizem -
- atmosfera -
- avtekologija -
- avtohorija -
- avtohotna materija -
- avtohtona vrsta -
- avtotrofizacija -
- avtotrofnost -

## B
- bakterije -
- bakteriobentos -
- bakterioplankton -
- bakterioriza -
- barje -
- batial -
- batialno območje -
- behavioralna izolacija -
- behavioralna adaptacija -
- bentos -
- bergmannovo pravilo -
- bičevje -
- biocenologija -
- biocenoza -
- biocenozno ravnovesje -
- biodegradacija -
- biodiverziteta -
- bioelement -
- biofag -
- biogeni element -
- biogeocenoza -
- biogeokemijski ciklus -
- biohorij -
- bioindikacija -
- bioindikator -
- biomasa -
- biometereologija -
- bioseston -
- biosfera -
- biotop -
- biotska raznovrstnost -
- biotski dejavnik -
- biotski potencial -
- bivališče -
- bivalna niša -
- bruto osnovna proizvodnja -

## C
- Carson, Rachel
- celinski ekosistem -
- ciklomorfoza -
- cvetenje voda -

## Č
- čista osnovna proizvodnja -
- čistilna naprava -

## D
- degradacija okolja -
- degradacija ozračja -
- degradacija tal -
- degradacija voda -
- dejavniki okolja -
- dekompozicija -
- delovanje ekosistema -
- denitrifikacija -
- denitrifikacijske bakterije -
- destruent -
- detritna veriga -
- detritofag -
- detrit -
- deževni gozd -
- diapavza -
- diaspora -
- dihanje -
- dimorfizem -
- dinamika številčnosti populacije -
- disfotično območje -
- distrofno jezero -
- dominanta -
- drobnoživke -
- drugotna proizvodnja -
- dušične bakterije -

## E
- edafon -
- edafotop -
- edafski dejavnik -
- efemeride -
- efemeridna reka -
- Eko krog -
- ekofiziologija -
- ekogeografsko pravilo -
- ekokatastrofa -
- ekokibernetika -
- ekološka kibernetika -
- ekohiša -
- ekologija -
- ekologija pokrajine -
- ekologija populacije -
- ekologija rastlin -
- ekologija živali -
- ekološka amplituda -
- ekološka ekspanzija -
- ekološka etika -
- ekološka introdukcija -
- ekološka invazija -
- ekološka ekspanzija -
- ekološka izolacija -
- ekološka katastrofa -
- ekološka kibernetika -
- ekološka kriza -
- ekološka kultura -
- ekološka nesreča -
- ekološka niša -
- ekološka nosilnost okolja -
- ekološka oblika rastlin -
- ekološka ovira -
- ekološka piramida -
- ekološka reakcija -
- ekološka rodnost populacije -
- ekološka smrt -
- ekološka sukcesija, ekološko zaporedje, biotska sukcesija -
- ekološka toleranca -
- ekološka zavest -
- ekološka življenjska doba -
- ekološka ozaveščenost -
- ekološki dejavnik, dejavnik okolja -
- ekološki evivalent, vikarioniti -
- ekološki maksimum -
- ekološki minimum -
- ekološki optimum -
- ekološki sistem, ekosistem -
- ekološki spekter -
- ekološko zaporedje -
- ekosistem, biogeocenoza, geobiocenoza -
- ekotip -
- ekoton -
- eksobiologija, kozmobiologija -
- eksosfera -
- ekstincija svetlobe -
- ektoparazit -
- ektosimbioza -
- ektotermija -
- ektotrofna mikoriza -
- ekološki otok -
- ekološki turizem -
- ekosistem -
- ekozgradba -
- elementi v sledeh -
- elodeidi -
- Eltonova piramida -
- emigracija populacij -
- endemična vrsta -
- endemit -
- endoparazit -
- endosimbioza -
- endotermija -
- endotrofna mikoriza -
- energetsko ravnovesje (bilanca) -
- energija -
- energijska piramida -
- entomofag -
- entomogamija -
- epifavna -
- epifit -
- epilimnion -
- epinevston -
- erozija -
- estivacija -
- estuarij -
- etologija -
- evaporacija -
- evapotranspiracija -
- evfotično območje -
- evolucija -
- evribarična vrsta -
- evribiont -
- evrifag -
- evrifota vrsta -
- evrihalina vrsta -
- evrihigri organizem -
- evriiona vrsta -
- evrioksibiontska vrsta -
- evritermna vrsta -
- evritopna vrsta -
- evterma -
- evtrofičnost -
- evtrofizacija -
- evtrofno jezero -
- Exxon Valdez -

## F
- fakultativni anaerob -
- fakultativno zajedavstvo -
- fanerofit -
- favna -
- fenologija -
- fermentacija -
- feromon -
- fosilno gorivo -
- filtrator -
- fitobentos -
- fitocenologija -
- fitocenoza -
- fitoekologija -
- fitofag, rastlinojedec -
- fitoplankton -
- fitosfera -
- fitosociologija, fitocenologija, sociologija rastlin -
- fiziocenoza, rastlinska združba -
- fiziocenoza populacije -
- fiziološka adaptacija -
- fiziološka smrt -
- flora -
- fotosinteza -
- fotovoltaika -
- floristika -
- fluktuacija številčnosti populacije -
- fotoavtotrof -
- fotoavtotrofne bakterije -
- FSC (Forest Stewardship Council) -

## G
- gausejevo pravilo -
- geobiocenoza -
- geografska izolacija -
- globalno segrevanje -
- globinska ekologija -
- Glogerjevo pravilo -
- gniloživke -
- gnitje -
- gomoljčne bakterije, koreninske bakterije -
- gostitelj -
- gospodinjski odpadek -
- gozd -
- gozdni odpad -
- gozdni sestoj -
- gradacija, množičen pojav -
- Greenpeace -
- greenwashing -
- grmovni sloj -

## H
- hadalno območje -
- Haeckel, Ernst
- halobiont -
- halofit -
- hamefit -
- Hardy-Weinbergovo pravilo -
- heliofil -
- heliofit -
- helofit -
- hematofag -
- hemikriptofit -
- heterotermija, heterotermna žival, heteroterm -
- heterotrofija -
- heterotrofne bakterije -
- heterotrofni organizem -
- hibernacija -
- hidrobiologija -
- hidrobiont -
- hidrofit -
- hidrohorija -
- hidrologija -
- hidrološki ciklus -
- hidrosfera -
- hidrostatični tlak -
- higrofil -
- higrofit -
- higrohalofit -
- hiperparazit -
- hipertermija -
- hipolimnion -
- hiponevston -
- hipoterma -
- hipotermija, hladnokrvna žival, ektotermna žival, poikilotermna žival -
- homeostaza biocenoze -
- homeostaza -
- homoiotermna žival -
- homotermija -
- hranilna osnova -
- humifikacija -
- humus -

## I
- imigracija -
- indikatorska vrsta -
- infavna -
- ionosfera -
- izhlapevanje -
- izolacija -
- izpušni plini -

## J
- jata -
- jesenska cirkulacija jezerske vode -
- jezero -
- jedrski odpadek -

## K
- kalcifilna vrsta -
- kalcifit -
- kalcifobna vrsta -
- kalorimetrija -
- kanibalizem -
- kartezijanska paradigma -
- katabolizem -
- katastrofa v Bhopalu -
- kemična energija -
- kemoavtotrof -
- kemoavtotrofna bakterija -
- kisikov primankljaj -
- kisli dež -
- kitolov -
- Kjotski protokol -
- klima -
- klimaks -
- klimaksni sistem -
- klinična smrt -
- klorohalofit -
- Klorfluoroogljiki (CFC) -
- kmetijska površina -
- kmetijska ekologija -
- kmetijski ekosistem, agroekosistem -
- koadaptacija -
- koevolucija -
- kohorta -
- kolonija -
- kolonizacija -
- komenzalizem -
- kompasna rastlina -
- kompenzacijska raven -
- kompenzacijska ravnina -
- konkurenca -
- konkurenca med vrstami -
- konkurenca znotraj vrste -
- konkurenčna skupina -
- konvekcija -
- konvergenca -
- konzument -
- kopenski biotop -
- koprofag, rekuperant -
- koralni greben -
- koreninske bakterije -
- kozmobiologija -
- kozmopolit (biogeografija), kozmopolitska vrsta -
- krčenje gozdov -
- kriobiologija -
- kriobiont -
- kriofil -
- krioksen -
- kriptofit -
- kritična točka -
- krivulja preživetja -
- kroženje dušika -
- kroženje fosforja -
- kroženje kisika -
- kroženje materije, kroženje snovi -
- kroženje ogljika -
- kroženje vode -
- kroženje žvepla -
- kserofilna vrsta -
- kserofit -
- kserohalofit -

## L
- letalni odmerek, smrtni odmerek -
- liana ali vzpenjalka -
- Liebigovo pravilo -
- Liebigovo pravilo minimuma -
- limnologija -
- Lindemanovo pravilo -
- lišaji -
- litoral, litoralno območje -
- litos -
- litosfera -
- Lovelock, James

## M
- makrobentos -
- makroelement -
- makrofit, makroflora -
- makroplankton -
- mala ledena doba -
- mangrove -
- materija -
- Mednarodno leto biotske raznovrstnosti -
- megabiota -
- megaplankton -
- meja vidljivosti, prozornost -
- meja ekološke tolerance -
- melitofagizem -
- merocenoza -
- metabolizem -
- metalimnion -
- meteorologija -
- mezobentos -
- mezobiota -
- mezofavna -
- mezofiti -
- mezoplankton -
- mezosfera -
- mezotrofno jezero -
- migracija -
- mikoriza -
- mikrobentos -
- mikrobiota -
- mikroelement -
- mikrofavna -
- mikrofit -
- mikroflora -
- mikroklima -
- mikroorganizmi, mikrobi -
- mikroplankton -
- miksotrofija -
- mimetizem -
- mimikrija -
- mineralizacija tal -
- minezalizacija -
- močvirje -
- monitoring okolja -
- monocen -
- monofag -
- monokultura -
- morfološko-anatomska adaptacija -
- morje -
- morsko območje -
- MOS -
- MSC (Marine Stewardship Council)
- muljejedec -
- mutualizem -

## N
- Næss, Arne -
- nanoplankton -
- naravni ekosistem -
- naravni izbor -
- naselitev, kolonializacija -
- navpična struktura ekosistema -
- nekrofag, mrhovinar -
- nekton -
- neritsko območje -
- nevston -
- nimfeidi -
- nitrifikacija -
- nitrifikacijska bakterija -
- notranji zajedavec -
- nutrient -
- naravni rezervat -

## O
- obligatno zajedavstvo -
- obligatorni aerobiont -
- obligatorni anaerob -
- območje ekološke tolerance -
- obnovljivi viri energije -
- oceanobiologija, oceanografija -
- oceansko območje -
- odbojnost, albedo -
- odvisnosti med vrstami, interakcije med vrstami -
- odvisnosti v okviru vrst, interakcije med osebki iste vrste -
- okolje -
- oligofag -
- oligotrofno jezero -
- omnivor -
- onesnaženje -
- organizem -
- oscilacija -
- osebek -
- osebkov areal -
- osebkova mnogoličnost -
- otrplost -
- ovijalka -
- ozonosfera -
- okoljevarstvo -
- ozon -
- ozonska luknja -

## P
- paleoekologija -
- pantofagi, omnivor, vsejedec -
- paratrofična povezava -
- tloslovje -
- pelagial -
- perifiton -
- peritrofna mikoriza -
- pionirska rastlina -
- piramida biomase -
- piramida številčnosti -
- plankton -
- plankton -
- plenilstvo -
- plenilstvo med različnimi vrstami -
- plenilstvo v okviru iste vrste, kanibalizem -
- plimovanje -
- podvodni travnik -
- poikilotermna žival -
- pokrajina -
- poletna stagnacija -
- poletno spanje -
- polifag -
- polimorfizem -
- politrofizacija -
- politrofizem -
- polzajedavec -
- pomladanska cirkulacija jezerske vode -
- populacija -
- populacijska ekologija rastlin -
- patamologija -
- potencialna rodnost populacije -
- prehranjevalna veriga -
- prehranjevalni splet -
- prehranjevanje -
- presnova -
- pretok energije -
- pretvarjanje energije -
- prevajanje toplote -
- prhlina -
- primarna ekološka sukcesija -
- priskledništvo -
- producent (ekologija) -
- produktivnost -
- profundal -
- presojnost vode -
- prostranska porazdelitev osebkov -
- protokooperacija -
- prst (pedologija) -
- psamofil -
- psamofit -
- psamon -
- puščava -

## R
- radioaktivni izotop -
- radioaktivno onesnaženje -
- radioekologija -
- rastlinojeda žival -
- rastlinska formacija -
- rastlinska družba -
- rastlinski plankton -
- raven organizacije žive materije -
- razmnoževalna izolacija -
- razmnoževanje -
- red (biologija) -
- reducent -
- valci -
- recikliranje -
- regeneracija ekosistema -
- regresija ekosistema -
- regulacija številčnosti populacije -
- rekuperant -
- relikt -
- reprodukcija -
- respiracija -
- ribnik -
- rizofag -
- rodnost populacije -
- ruderalna rastlina -
- ruša -
- Rainbow Warrior -

## S
- saprobiont -
- saprofit -
- saprotrofizem -
- savana –
- sedimentacija -
- segetalne rastline -
- sekundarna ekološka sukcesija -
- seston -
- sevanje -
- sezonska mnogoličnost -
- Shelfordovo pravilo -
- simbiotski organizem -
- simbioza - Jakapanjan
- speciacija -
- sinantrop -
- sinantropna rastlina -
- sinantropna žival -
- sinantropna vrsta -
- sinekologija -
- sinergizem -
- sistemska ekologija -
- skiofil -
- skiofit -
- sklerofit -
- skupina -
- smrt -
- socialna struktura populacije -
- sociologija rastlin -
- sončna konstanta -
- sorpcija -
- sozologija -
- speciacija -
- spolna struktura populacije -
- spora -
- stagnacija -
- starostna piramida -
- starostna skupina -
- starostna struktura populacije -
- starostni razred -
- stenobatna vrsta -
- stenobionit -
- stenofag -
- stenofota vrsta -
- stenohalina vrsta -
- stenohihra vrsta -
- stenoina vrsta -
- stenooksibiontska vrsta -
- stenotermna vrsta -
- stenotop -
- stigobionit -
- stratocenoza -
- stratosfera -
- struktura biocenoze -
- struktura ekosistema -
- struktura gozda -
- subdominantna skupina -
- subletalni dejavnik -
- suha teža biomase -
- sukcesijska stopnja -
- sukulent -
- svetlobna energija -
- smog -

## Š
- številčnost populacije

## T
- tabela preživetja -
- talni dejavnik -
- talni profil -
- teritorialnost -
- teritorij -
- termofilna vrsta -
- termoregulacija -
- terofit -
- tolstičevka -
- toplokrvna žival -
- toplotna bilanca organizma -
- toplotna energija -
- toplotna stratifikacija jezera -
- toplotna organska snov (TOS) -
- transpiracija -
- travnik -
- trofična struktura ekosistema -
- trofična veriga -
- trofična raven -
- trofogeno območje -
- trofolitično območje -
- troposfera -
- trstičevje -
- trajnostni razvoj -
- tropski gozd -

## U
- ubikvistična vrsta -
- učinek mejnega območja -
- učinek tople grede -
- ultraelement -
- ultraplankton -
- umazana tehnologija -
- umerjen razvoj -
- umrljivost populacije -
- upor okolja -
- uravnovešen razvoj -
- urejevani ekosistem -

## V
- večletna rastlina -
- velikost populacije -
- veriga paše -
- vikariont -
- vlažnost zraka -
- vodikove bakterije -
- vodna bilanca organizma -
- vodna bilanca -
- vodni biotop -
- vodni ekosistem -
- vrsta (biologija) -
- vsejeda žival -

## W
- WWF (World Wildlife Fund)

## Z
- zajedavec -
- zajedavstvo -
- zeleno zavajanje -
- zeliščni sloj v gozdu -
- zelnata trajnica -
- zemeljska skorja -
- zemlja -
- zimska stagnacija -
- zimsko spanje -
- zoobentos -
- zoocenoza -
- zoofag -
- zoohorija -
- zooplankton -
- zoosfera -
- zračni tlak -
- zunanji zajedavec -

## Ž
- železove bakterije -
- živalski plankton -
- življenje -
- življenjska oblika organizma -
- žužkojeda rastlina -
- žveplove bakterije -